# اینگمار د پورتره
اینگمار د پورتره (انگلیسی: Ingmar De Poortere؛ زادهٔ ۲۷ مهٔ ۱۹۸۴) دوچرخه‌سوار اهل بلژیک است.
وی در مسابقات کشوری و بین‌المللی در مجموع برندهٔ ۱ مدال برنز شده‌است.